# Courtney Kemp

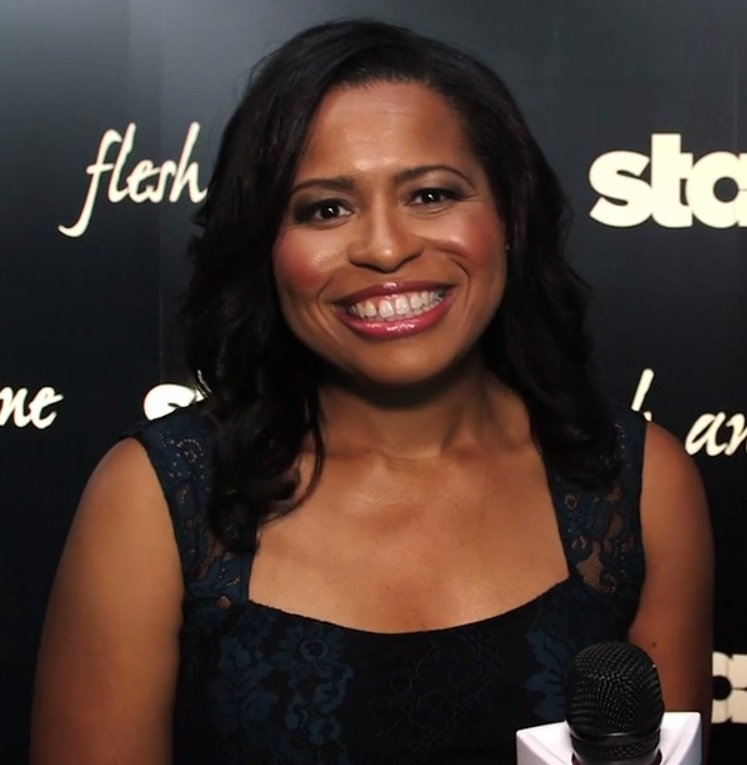
Courtney A. Kemp (2015)

Courtney A. Kemp (* 4. Mai 1977 in Westport, Connecticut) ist eine US-amerikanische Drehbuchautorin, die als Showrunnerin der Dramaserie Power erfolgreich wurde.

## Leben
Courtney A. Kemp wurde 1977 in Westport, im US-Bundesstaat Connecticut geboren und wuchs dort mit einem Bruder in einer der wenigen schwarzen Familien auf. Ihr Vater war ein erfolgreicher Werbemanager. Kemp besuchte in Westport bis 1994 die Staples High School, danach studierte sie bis 1998 an der Brown University und schloss an der Columbia University mit einem Master in englischer Literatur ab. Zunächst schrieb sie für mehrere Magazine, unter anderem für GQ und Mademoiselle.
2004 zog Kemp von New York nach Los Angeles und erhielt zwei Monate später eine Anstellung als Autorin bei der Serie The Bernie Mac Show. Dies führte zu weiteren Aufträgen als Drehbuchautorin, unter anderem für die Serien Justice – Nicht schuldig (2006) und Eli Stone (2008). Im Jahr 2008 wurde sie erstmals als Produzentin in der Serie My Own Worst Enemy geführt. Für ihre Arbeit an Good Wife (2010–2012) erhielt sie 2011 eine Emmy-Nominierung. Ihre erste eigene Serie, Power, konnte sie erfolgreich an Starz verkaufen. Die von 2014 bis 2020 ausgestrahlte Krimiserie hatte hohe Einschaltquoten und führte zu mehreren Spin-off-Serien, die Kemp als Showrunnerin führt.
Kemp lebt in los Angeles. Sie war als Courtney Kemp Agboh bis 2016 verheiratet und hat eine Tochter aus der Ehe.

## Filmografie
Als Drehbuchautorin
- 2005–2006: The Bernie Mac Show (Fernsehserie, 6 Episoden)
- 2006: In Justice (Fernsehserie, Episode 1x09)
- 2006: Justice – Nicht schuldig (Justice, Fernsehserie, 3 Episoden)
- 2008: Eli Stone (Fernsehserie, 3 Episoden)
- 2008: My Own Worst Enemy (Fernsehserie, Episode 1x04)
- 2010: Happy Town (Fernsehserie, Episode 1x05)
- 2010: Charley (Kurzfilm)
- 2010–2012: Good Wife (The Good Wife, Fernsehserie, 6 Episoden)
- 2012: Hawaii Five-0 (Fernsehserie, Episode 3x08 Mangosta)
- 2018: Get Christie Love (Fernsehfilm)
- 2014–2020: Power (Fernsehserie, 63 Episoden)
- seit 2020: Power Book II: Ghost (Fernsehserie)

Als Produzentin
- 2008: My Own Worst Enemy (Fernsehserie, 10 Episoden)
- 2010: Happy Town (Fernsehserie, 7 Episoden)
- 2010–2012: Good Wife (The Good Wife, Fernsehserie, 56 Episoden)
- 2012: Hawaii Five-0 (Fernsehserie, 4 Episoden)
- 2012–2013: Beauty and the Beast (Fernsehserie, 9 Episoden)
- 2014–2020: Power (Fernsehserie, 63 Episoden)
- 2018: Get Christie Love (Fernsehfilm)
- seit 2019: Power Confidential (Fernsehserie)
- seit 2020: Power Book II: Ghost (Fernsehserie)